# Dinopium
Dinopium is een geslacht van vogels uit de familie spechten (Picidae).

## Soorten
De volgende soorten zijn bij het geslacht ingedeeld: 
- Dinopium benghalense – Kleine goudrugspecht
- Dinopium everetti – Vlekkeelgoudrugspecht
- Dinopium javanense – Javaanse goudrugspecht
- Dinopium psarodes – Lichtensteins goudrugspecht
- Dinopium shorii – Himalayagoudrugspecht